# Línea Roja (Metro de Chicago)
La línea Roja (en inglés: Red line) del Metro de Chicago comúnmente conocido como Chicago "L", consiste en 33 estaciones.  La línea inicia en la estación Howard en Rogers Park a la estación 95th/Dan Ryan en el Centro de Chicago. La línea fue inaugurada en 1993.

## Historia
La Línea Roja fue creada en 1993, cuando el CTA, adoptó la nomenclatura por colores nomenclatura para todas sus rutas del 'L'. La parte más antigua de la ruta se inauguró el 31 de mayo de 1900 en el lado norte entre las avenidas Wilson y Broadway y el Loop. Fue construido por el Ferrocarril Elevado Noroccidental. La ruta fue extendida a la Central Street en Evanston el 16 de mayo de 1908 por medio de una vías férreas propiedad del Ferrocarril de Chicago, Milwaukee y St. Paul, y después a la Avenida Linden en Wilmette el 2 de abril de 1912.